# Facultad de Ciencias Económicas y Empresariales (Universidad Complutense de Madrid)
La Facultad de Ciencias Económicas y Empresariales es una facultad universitaria perteneciente a la Universidad Complutense de Madrid (UCM). Está ubicada en el campus de Somosaguas, en Pozuelo de Alarcón (Comunidad de Madrid, España). Su festividad patronal es el día de San Vicente Ferrer.

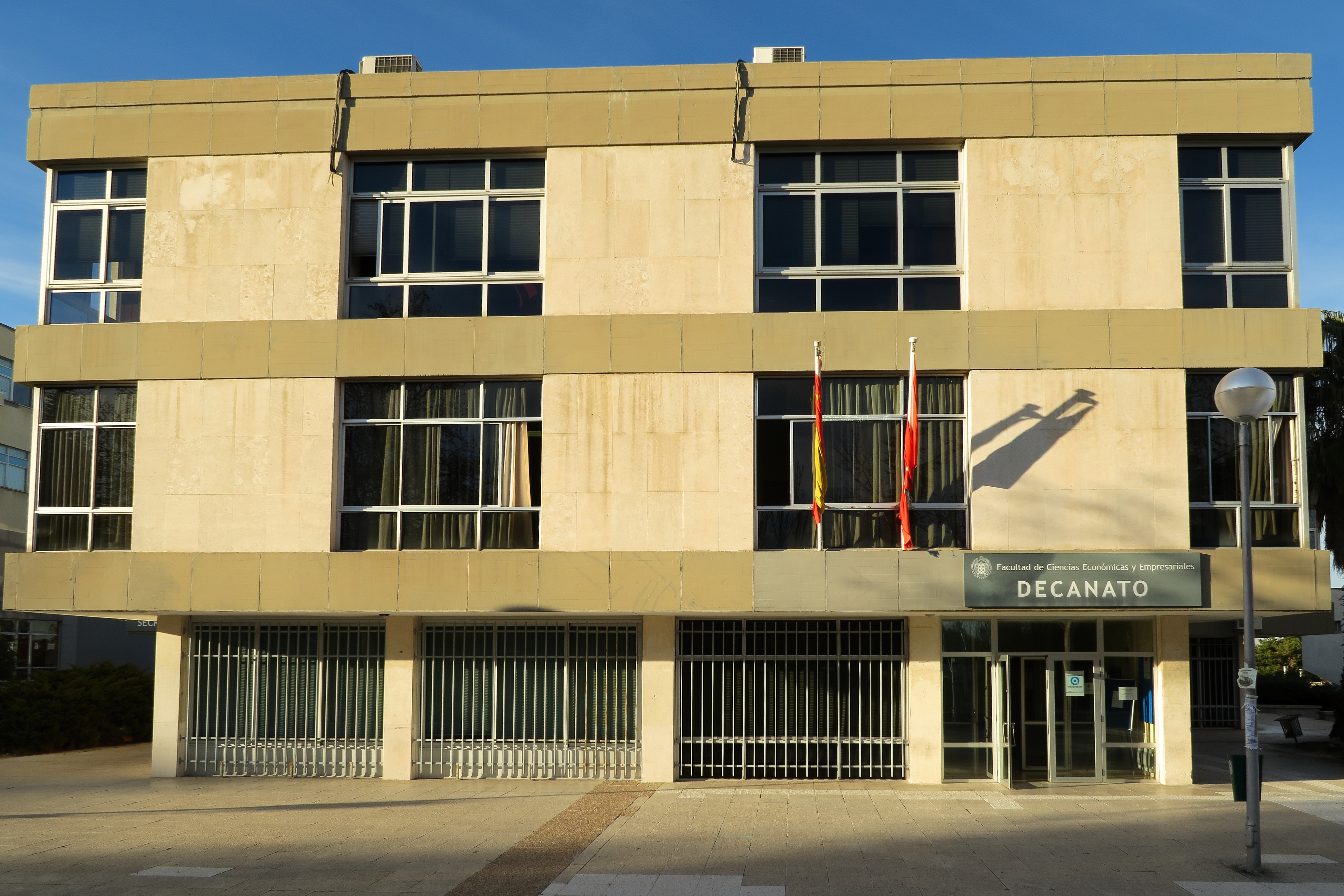
Facultad de Ciencias Económicas y Empresariales (Decanato)

## Historia

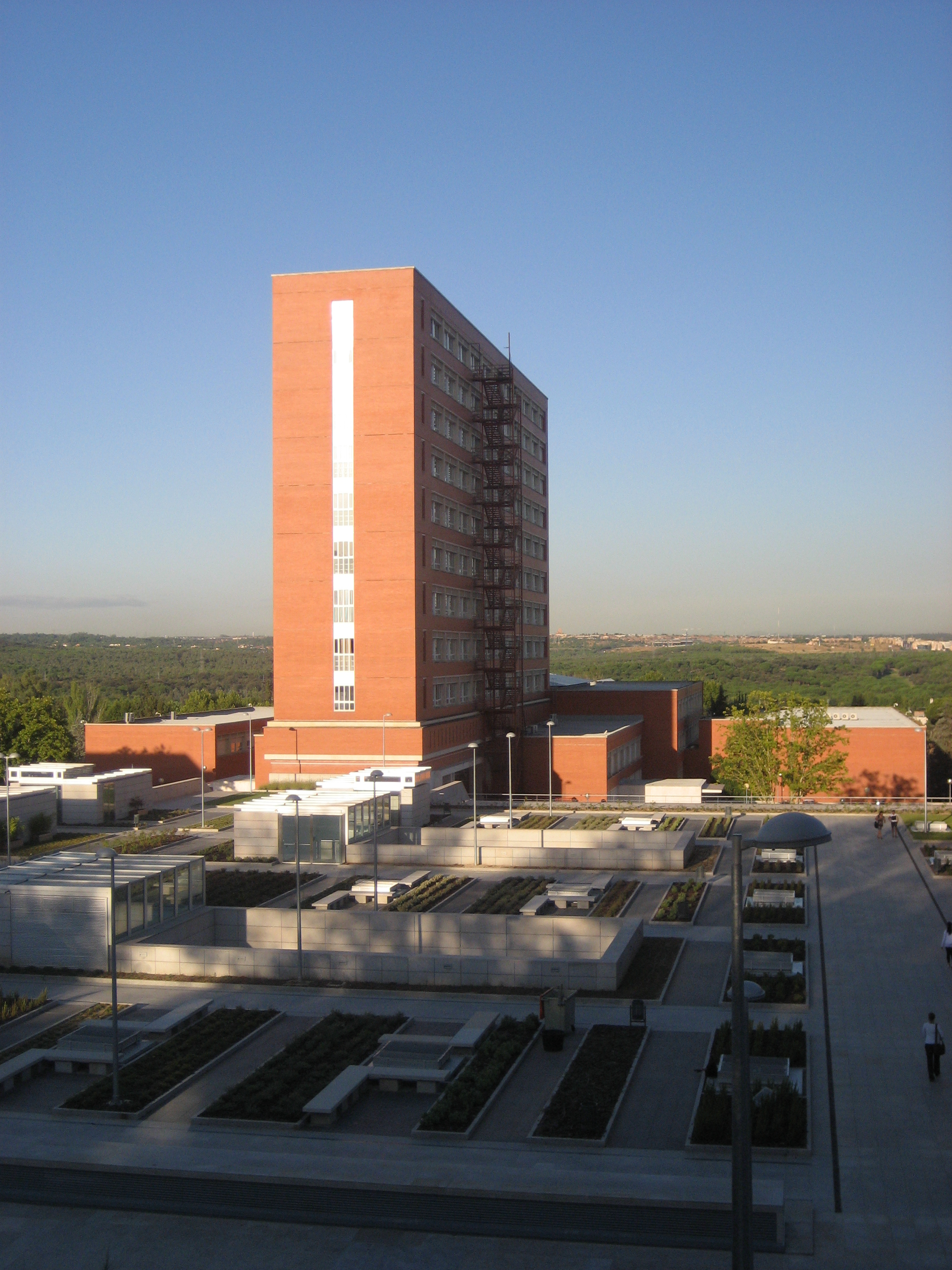
Antiguo edificio de la facultad en el campus de Moncloa, ahora ocupado por la Facultad de Geografía e Historia

La Facultad de Ciencias Económicas y Empresariales de la Universidad Complutense de Madrid es la facultad de economía más antigua de España. Su historia está ligada a la de la Facultad de Ciencias Políticas y Sociología de la misma universidad, pues ambas fueron una única facultad hasta su separación en 1971. El nombre de aquella facultad primigenia era el de Facultad de Ciencias Políticas y Económicas, creada en 1943. Su primera sede fue el edificio histórico de la Universidad Complutense de Madrid en el centro de Madrid, en la calle de San Bernardo. El 16 de febrero de 1944 comenzaron las clases.
En el año 1953 se incorporaron estudios de comercio y el centro pasó a denominarse Facultad de Ciencias Políticas, Económicas y Comerciales. También se creó en aquel mismo año la primera cátedra de sociología. Entre 1960 y 1962 se elaboró el proyecto de un nuevo edificio en el campus de Moncloa para trasladar allí la facultad. En 1965 finalmente, una vez terminada la construcción, la sede de la facultad fue trasladada al campus de Moncloa, al edificio que en la actualidad ocupa la Facultad de Geografía e Historia. Tres años después, en 1968, la entonces Facultad de Ciencias Políticas, Económicas y Comerciales acogió el famoso concierto de Raimon que se convertiría en un acto de protesta contra la dictadura franquista, formando parte de los denominados incidentes de 1968 en España. Un año después, en 1969, la facultad se trasladó a su ubicación actual en el campus de Somosaguas con la intención de alejar a economistas, politólogos y sociólogos, los más críticos con el régimen, del resto de estudiantes. En 1971, finalmente, ya en Somosaguas, la facultad se dividió en las dos actuales: Ciencias Políticas y Sociología y Ciencias Económicas y Empresariales.
La facultad ha tenido desde su fundación un peso especialmente relevante en la elaboración y puesta en práctica de la política económica española, desde el Plan de Estabilización de 1959 hasta la integración de España en la Unión Europea.

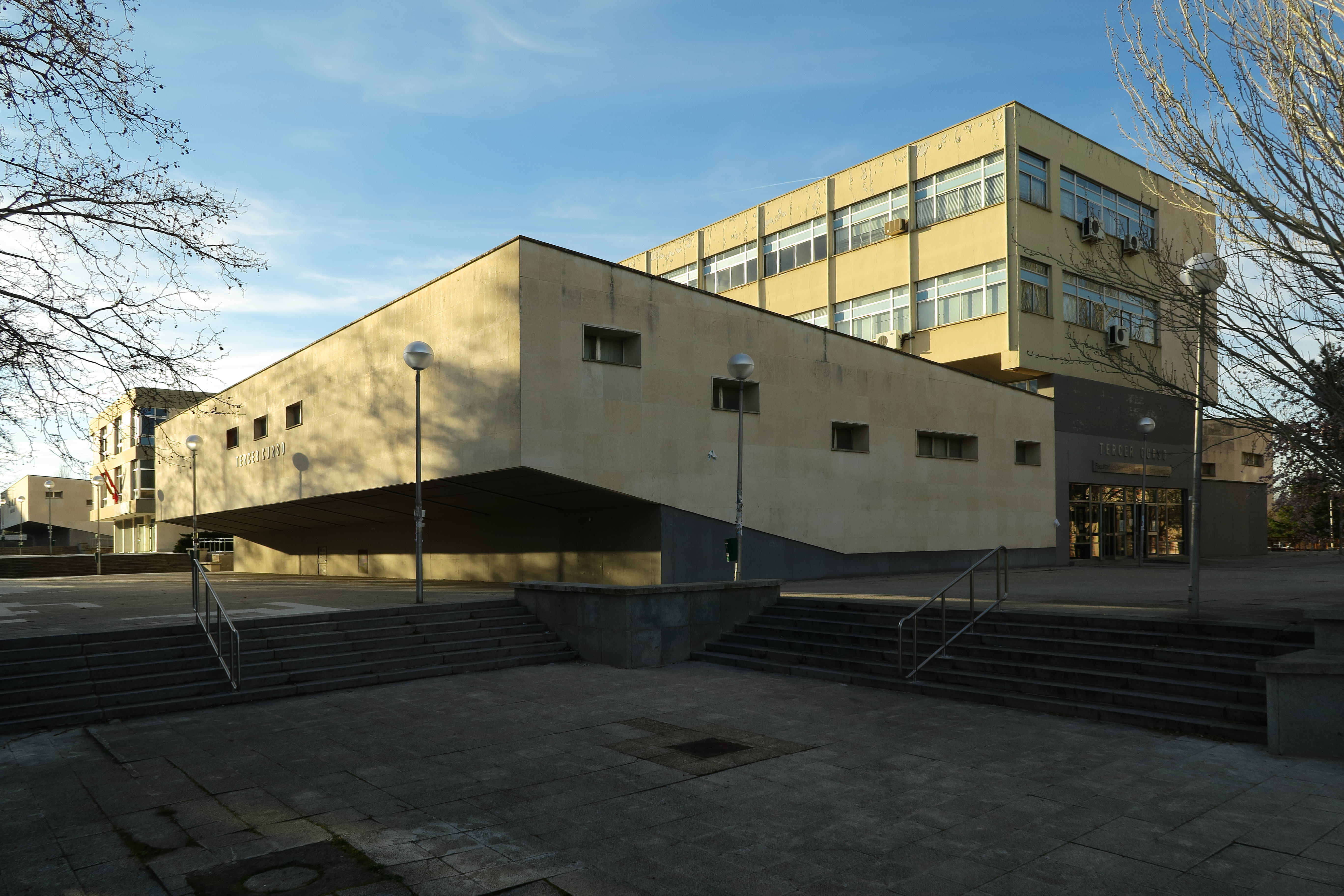
Facultad de Ciencias Económicas y Empresariales (Edificio antiguo tercer curso)

## Información académica

### Organización
- Departamento de Departamento de Comercialización e Investigación de Mercados.
- Departamento de Economía Aplicada I (Economía Internacional y Desarrollo).
- Departamento de Economía Aplicada II (Estructura Económica y Economía Industrial).
- Departamento de Economía Aplicada III (Política Económica).
- Departamento de Economía Aplicada VI (Hacienda Pública y Sistema Fiscal).
- Departamento de Economía Financiera y Contabilidad I (Economía Financiera y Actuarial).
- Departamento de Economía Financiera y Contabilidad II (Contabilidad).
- Departamento de Economía Financiera y Contabilidad III (Economía y Administración Financiera de la Empresa).
- Departamento de Estadística e Investigación Operativa II (Métodos de Decisión).
- Departamento de Fundamentos del Análisis Económico I (Análisis Económico).
- Departamento de Fundamentos del Análisis Económico II (Economía Cuantitativa).
- Departamento de Historia e Instituciones Económicas I.
- Departamento de Historia e Instituciones Económicas II (Historia Económica).
- Departamento de Organización de Empresas.
- Sección Departamental de Derecho Mercantil.
- Sección Departamental de Sociología III (Estructura Social) (Sociología de la Educación).
- Unidad Docente de Derecho Administrativo.
- Unidad Docente de Derecho Civil.
- Unidad Docente de Derecho del Trabajo y de la Seguridad Social.
- Unidad Docente de Filología Inglesa I.[11]

### Programa de pregrado
La facultad oferta tres títulos de grado y dos dobles grados. Estos son:
- Grado en Administración y Dirección de Empresas (ofrece un grupo en inglés).
- Grado en Economía (ofrece un grupo en inglés).
- Grado en Finanzas, Banca y Seguros.
- Doble Grado en Economía - Matemáticas y Estadística.
- Doble Grado en Derecho - Administración y Dirección de Empresas.

### Programa de posgrado

#### Máster
- Máster Universitario en Administración y Dirección de Empresas (MBA).
- Máster Universitario en Auditoría y Contabilidad.
- Máster Universitario en Banca y Finanzas Cuantitativas (conjunto con UPV, UV y UCLM).
- Máster Universitario en Ciencias Actuariales y Financieras.
- Máster Universitario en Economía.
- Máster Universitario en Economía Internacional y Desarrollo.
- Máster Universitario en Economía y Gestión de la Innovación (conjunto con UAM y UPM).
- Máster Universitario en Estrategias y Tecnologías para el Desarrollo (conjunto con UPM).
- Máster Universitario en Estudios Feministas.
- Máster Universitario en Finanzas de Empresa.
- Máster Universitario en Investigación de Dirección de Empresas, Marketing y Contabilidad.
- Máster Universitario en Logística y Gestión Económica de la Defensa.

#### Doctorado
- Doctorado en Administración y Dirección de Empresas.
- Doctorado en Economía.
- Doctorado en Economía y Gestión de la Innovación (conjunto con UPM y UAM).
- Doctorado en Finanzas y Economía Cuantitativas/Quantitative Finance and Economics (conjunto con UCLM, UV y UPV/EHU).

### Otras enseñanzas
Títulos propios
- Máster Propio UCM en Comercio Internacional.
- Máster Propio UCM en Negocios Internacionales y Liderazgo Empresarial (en línea).
- Máster Propio UCM en Negocios Internacionales y Liderazgo Empresarial (semipresencial).
- Máster Propio UCM en Programación SAS y VBA con Excel Aplicadas a Seguros y Finanzas (en línea).
- Experto en Desigualdad, Cooperación y Desarrollo.[13]

### Admisión
Programa de posgrado
La tasa de admisión al doctorado en Economía en el curso 2015-2016 fue del 14,6 %. Solicitaron el acceso al programa 205 personas y fueron admitidos 30 solicitantes.

### Clasificaciones universitarias
El University and Business School Ranking de Eduniversal la considera la segunda mejor facultad universitaria de economía de España, con una puntuación de 4 sobre 5. El QS World University Ranking la sitúa entre las cuatro mejores facultades de economía de España, situándola al mismo nivel de instituciones como la Universidad Johns Hopkins y el Instituto de Estudios Políticos de París (generalmente conocido como Sciences Po). La clasificación 50 carreras elaborada por el diario El Mundo la sitúa entre las cinco mejores facultades de economía de España. La clasificación de IDEAS RePEc sitúa a la facultad en el top 25 % de las facultades de economía del mundo, siendo una de las seis facultades de economía españolas que aparecen en la lista.
El Máster en Economía Internacional y Desarrollo es considerado por BestMasters el mejor máster en economía en España.
El Grado en Economía de esta facultad ha sido destacado por el economista Jesús Fernández-Villaverde (Q41805838) wp, de la Universidad de Pensilvania, como el más completo en formación matemática aplicada a la economía en España, junto con el de la Universidad Carlos III de Madrid.

## Comunidad

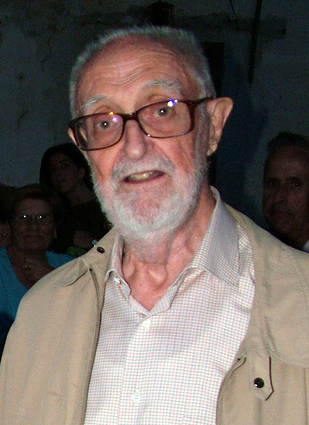
José Luis Sampedro

### Profesores
En el curso 2013-2014 la facultad contaba con 378 profesores. Varios de los profesores de la facultad son reconocidos como eminentes especialistas. José Luis García Delgado fue galardonado con el Premio Nacional de Investigación Pascual Madoz en el año 2014. Tres profesores galardonados con el Premio Rey Juan Carlos I de Economía imparten actualmente docencia en la facultad: Julio Segura, Juan Velarde y Jaime Terceiro. Juan Velarde ha recibido también el Premio Príncipe de Asturias de Ciencias Sociales.

### Antiguos estudiantes y profesores
Algunos de los profesores más destacados que han formado parte de la facultad son Enrique Fuentes Quintana (Premio Príncipe de Asturias de Ciencias Sociales y Premio Rey Juan Carlos I de Economía), Luis Ángel Rojo (Premio Rey Juan Carlos I de Economía), Alberto Ullastres, Heinrich von Stackelberg, Francisco Comín y José Luis Sampedro. También son antiguos miembros de la facultad el catedrático de Teoría Económica, el doctor Castañeda Chornet; el profesor de Econometría, el doctor Alcaide; el doctor Fernández Pirla, de Matemáticas; el doctor Lisarrague de Sociología; el doctor Rivero Romero de Contabilidad, etc.[cita requerida]
La Universidad Complutense de Madrid es la universidad que ha formado a mayor número de economistas galardonados con el Premio Rey Juan Carlos I de Economía, con cinco galardonados, seguida por la Universidad de Yale (dos galardonados) y la Universidad de Wisconsin (dos galardonados).